# حمل قسري

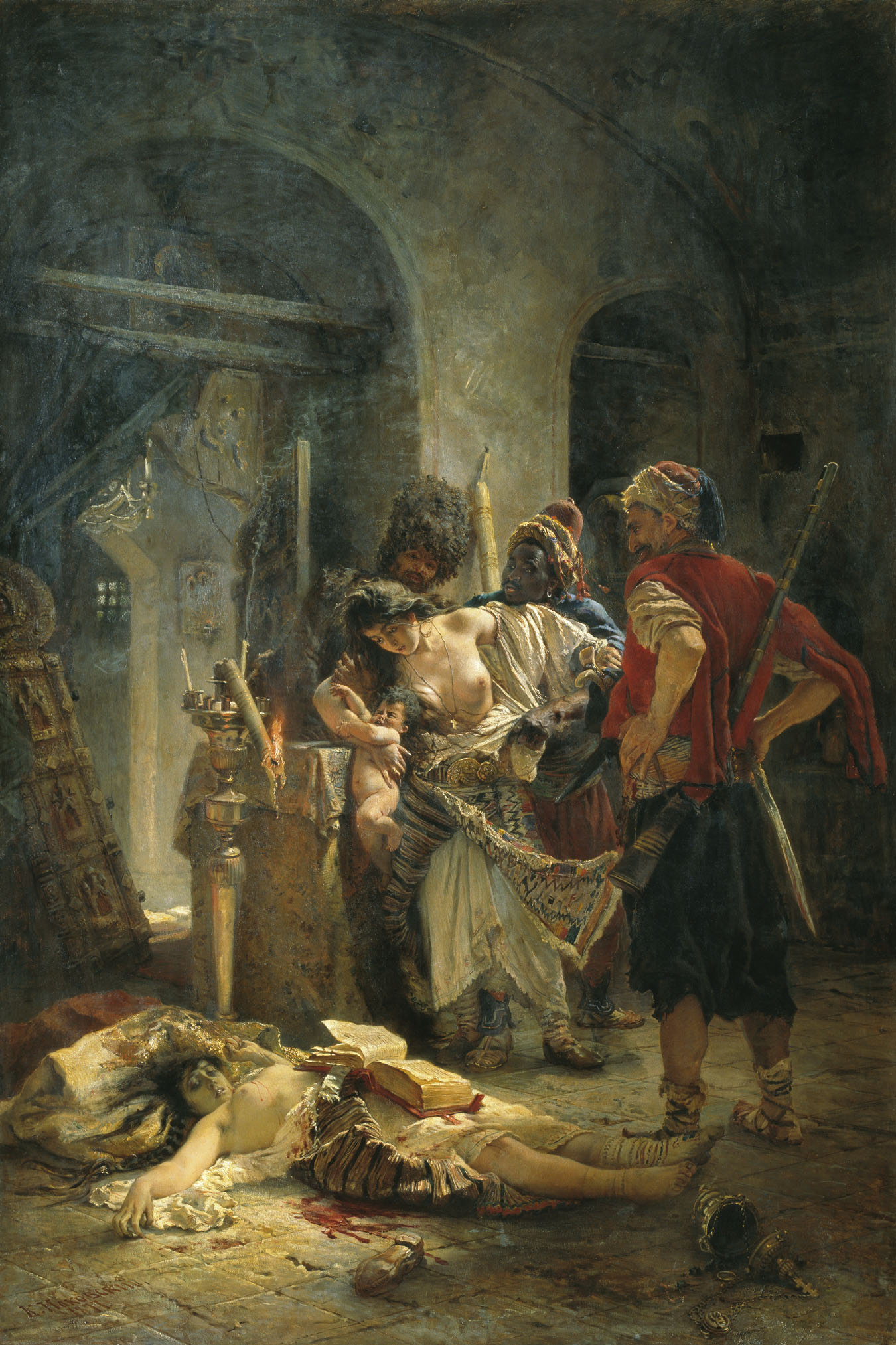

الحمل القسري (بالإنجليزية:Forced pregnancy) هو ممارسة إجبار امرأة على الحمل، وكثيراً ما يكون ذلك كجزء من الزواج القسري، أو كجزء من برنامج لتكاثر العبيد، أو كجزء من برنامج الإبادة الجماعية. عندما يؤدي الحمل القسري إلى التكاثر، فهو شكل من أشكال الإكراه التناسلي.

## الإمبراطورية اليابانية
أُجبرت السجينات من الوحدة 731 على الحمل لاستخدامهن في التجارب البشعة.

## اختطاف العروس
إن ممارسات اختطاف العروس والزواج القسري عادة (باستثناء «عمليات خطف العروس» الرمزية البحتة التي هي في الواقع هروب رضائية) تنطوي على اغتصاب «عروس» بنية إجبارها على الحمل، ووضعها في موضع أصبحت تعتمد على المغتصب وعائلته، وبسبب المواقف الثقافية تجاه الاغتصاب، لا يمكنها العودة إلى عائلتها.

## تربية الرقيق في الولايات المتحدة
خلال فترة العبودية في الولايات المتحدة، حاول العديد من مالكي العبيد التأثير على استنساخ العبيد من أجل زيادة ثروة حملة الرقيق.
وشملت تربية الرقيق العلاقات الجنسية القسرية بين العبيد من الذكور والإناث، وتشجيع حالات الحمل من العبيد، والعلاقات الجنسية بين السيد والعبد بهدف إنتاج الأطفال العبيد، وتفضيل العبيد الإناث اللواتي أنتج عددًا كبيرًا نسبيًا من الأطفال.
كان الغرض من تربية الرقيق هو إنتاج عبيد جدد دون تكبد تكلفة الشراء، لملء النقص في العمالة الناجم عن إنهاء تجارة الرقيق في المحيط الأطلسي، ومحاولة تحسين صحة وإنتاجية العبيد. تم التغاضي عن تكاثر الرقيق في الجنوب لأن العبيد كانوا يعتبرون من غير البشر، ولا يحق لهم الحصول على نفس الحقوق الممنوحة للأشخاص الأحرار.

## وسيلة للإبادة الجماعية
يُعترف الآن في اتفاقية جنيف بالاغتصاب والاستعباد الجنسي وما يتصل بهما من إجراءات، بما في ذلك الحمل القسري والاسترقاق الجنسي، على أنها جرائم ضد الإنسانية وجرائم حرب ؛ ولا سيما من عام 1949، والمادة 27 من اتفاقية جنيف الرابعة، وبعد ذلك أيضا البروتوكولات الإضافية لعام 1977 لاتفاقيات جنيف لعام 1949، تحظر صراحة الاغتصاب وقت الحرب والإكراه على البغاء. تعترف مذكرة روما الأساسية التوضيحية، التي تحدد اختصاص المحكمة الجنائية الدولية، بالاغتصاب والاستعباد الجنسي والبغاء القسري والحمل القسري كجرائم ضد الإنسانية إذا كانت جزءاً من ممارسة منتشرة أو منهجية.
حددت المحكمة الجنائية الدولية لرواندا الاغتصاب بأنه قادر على أن يصل إلى حد الإبادة الجماعية عندما يستخدم بشكل منهجي أو على نطاق واسع لتدمير شعب؛ فيما بعد صنفت المحكمة الجنائية الدولية ليوغوسلافيا السابقة الاغتصاب بأنه قادر على أن يكون جريمة ضد الإنسانية. وفي عام 2008 حدد قرار مجلس الأمن الدولى رقم 1820 هذه الأفعال بأنه قادر على أن يكون «جرائم حرب وجرائم ضد الإنسانية أو الإبادة الجماعية...»، وعلى الرغم من هذه التدابير، والاغتصاب، سواء منتظمة أو غير ذلك، ما زال متفشيا في مناطق الصراع.

## تخريب تنظيم الأسرة
يمكن أن يتسبب الحمل القسريّ في تخريب تنظيم الأسرة. حيث تؤخذ أفعال مباشرة لضمان فشل تحديد النسل، أو يكون ذلك في شكل إزالة موانع الحمل تمامًا (مثل الإلقاء بحبوب منع الحمل في دورات المياه أو إزالة حلقات منع الحمل من الجسم). قد يُجبر الأزواج نسائهم على البعد عن تنظيم الأسرة ويجبرونهن على ممارسة الجنس دون وقاية.
يرتبط تخريب تنظيم الأسرة بالعنف الجسديّ أو الجنسيّ ويساهم في رفع معدلات الحمل (خاصة معدلات حمل المراهقات) بين النساء والمراهقات المغبونات.
أشارت الدراسات حول تخريب تنظيم الأسرة على يد الأزواج ضد الزوجات لوجود علاقة وثيقة بين العنف الأسريّ وتخريب تنظيم الأسرة، أوضحت الدراسات وجود صنفين من هذه الظاهرة:-
- التخريب الشفهيّ: حيث يضغط الزوج على زوجته شفهيًّا أو عاطفيًّا لمنعها من استخدام موانع الحمل وإجبارها على الحمل
- التخريب السلوكيّ: إجبار المرأة على ممارسة الجنس دون استخدام أي وسيلة لمنع الحمل بالقوة

أشارت 14% من الأمهات الصغيرات أنهن أُجبرن على الحمل. وفي دراسة منفصلة وجدت أن 66% من الأمهات المراهقات اللاتي يحصلن على المعاونة العامة وقد مررن بتجربة جنسيّة عنيفة أفصحن عن تخريب تنظيم الحمل على يد الرجل الذي يواعدنه. وعندما تحاول المرأة التفاوض مع الزوج المُتعسِّف من أجل استخدام الواقي، قالت 32% منهن أنهن تعرَّضن للتهديد الشفهيّ و21% منهن تعرَّضن للإيذاء الجسديّ و14% تعرَّضن للتهديد من قِبل أزواجهن بالهجران.
ترتبط السلطة الجنسيّة والجندريّة بعدم استخدام الواقي. وتزيد احتماليّة استخدام المرأة للواقي عندما تكون المرأة على دراية كافية بالأمراض المنقولة عبر الجنس مقارنة بالمرأة التي لا تعلم الكثير عن تلك الأمراض.
قد يحدث الحمل القسريّ عندما تُخرِّب المرأة عمدًا تنظيم الأسرة، فتقوم المرأة بإيقاف استخدام وسائل منع الحمل وتسمح لنفسها أن تحمل دون موافقة زوجها. وبمجرد أن تصير المرأة حاملًا ستكمل الحمل حتى نهاية الفترة، وبالتالي ستُجبر الزوج أن يصبح أبًا وتجبره على دفع نفقات الطفل، وعلى فعل أشياء أخرى يلزمه بها القانون. ربما تضلل المرأة زوجها ليعتقد أنه السبب في الحمل بالرغم من أنه بسبب شخص آخر، وبالتالي تجبره على الالتزام بمسئولياته الأبويّة.